# Канапл
Канапл (фр. Canaples) насеље је и општина у североисточној Француској у региону Пикардија, у департману Сома која припада префектури Амјен.
По подацима из 2011. године у општини је живело 626 становника, а густина насељености је износила 61,01 становника/km². Општина се простире на површини од 10,26 km². Налази се на средњој надморској висини од 54 метара (максималној 153 m, а минималној 40 m).

## Демографија
| 1962. | 1968. | 1975. | 1982. | 1990. | 1999. | 2011. |
| ----- | ----- | ----- | ----- | ----- | ----- | ----- |
| 417   | 452   | 529   | 566   | 604   | 596   | 626   |

График промене броја становника у току последњих година